# Heilig Hartkerk (Żary)
De katholieke Heilig Hartkerk (Pools: Kościół Najświętszego Serca Pana Jezusa w Żarach) is de oudste parochiekerk van de stad Żary (Duits: Sorau) in het Poolse woiwodschap Lubusz. Van 1524 tot 1945 was de kerk een naar Maria vernoemd protestants kerkgebouw.

## Bouwgeschiedenis

Plattegrond

Het eerste kerkgebouw van Sorau ontstond in het jaar 1207. Omstreeks 1280 werd er een stenen toren bijgebouwd. In het jaar 1308 volgde de vergroting van het koor, de muren werden met 6 meter verhoogd en met een gotisch kruisribgewelf afgesloten. Aan de noordelijke kant werden de Mariakapel en de sacristie aangebouwd. Vervolgens werd tussen 1401 en 1430 een drieschepige, gotische hallenkerk in de stijl van de baksteengotiek opgericht. Tot aan het einde van de 15e eeuw werden noordelijk een doopkapel en zuidelijk de Barbarakapel (1445) en een westelijke voorhal aangebouwd. De kerk bezat toen 20 altaren en de gewelven waren van een kleurrijke beschildering voorzien.
Na de reformatie in 1524 werd de stadsparochiekerk protestants en dat bleef de kerk tot 1945. Door het instorten van de oostelijke gevel in 1559 werden de gewelven en het koor verwoest. Tot 1581 werd er gewerkt aan de herbouw. Ten noordoosten van het koor verrees in de jaren 1670-1672 de barokke Promnitzkapel met grafkelder.
De stadsbrand van 1684 trof ook de kerk; met name het dak en het interieur werden zwaar getroffen.
Renovaties vonden plaats in de periodes 1870-1896 en 1911-1913. Toegang tot de kerk wordt verkregen via de westelijke voorhal (ook paradijs genoemd) en het gotische portaal van 1401 met het wapen van de heren van Sorau.
De luchtaanvallen van april 1944 beschadigden de kerk ernstig, maar er werden vanaf 1958 maatregelen getroffen om het gebouw voor verder verval te behoeden en in de jaren 1975-1984 volgde de wederopbouw. Het barokke interieur werd niet hersteld en de galerijen werden verwijderd. Door de gewijzigde herbouw werd het gotische karakter van het gebouw beter zichtbaar. Op 15 juni 1980 werd de nieuwe parochie opgericht. Het nieuwe orgel van de gebroeders Broszko werd in 1984 in de orgelkas van de 19e eeuw gebouwd. De kruiswegschilderijen van Stanisław Antosz stammen eveneens uit de jaren 1980.

## Trivia
Ooit musiceerde Georg Philipp Telemann in de kerk, die van 1704 tot 1708 hofkapelmeester in het slot Sorau was.

## Afbeeldingen

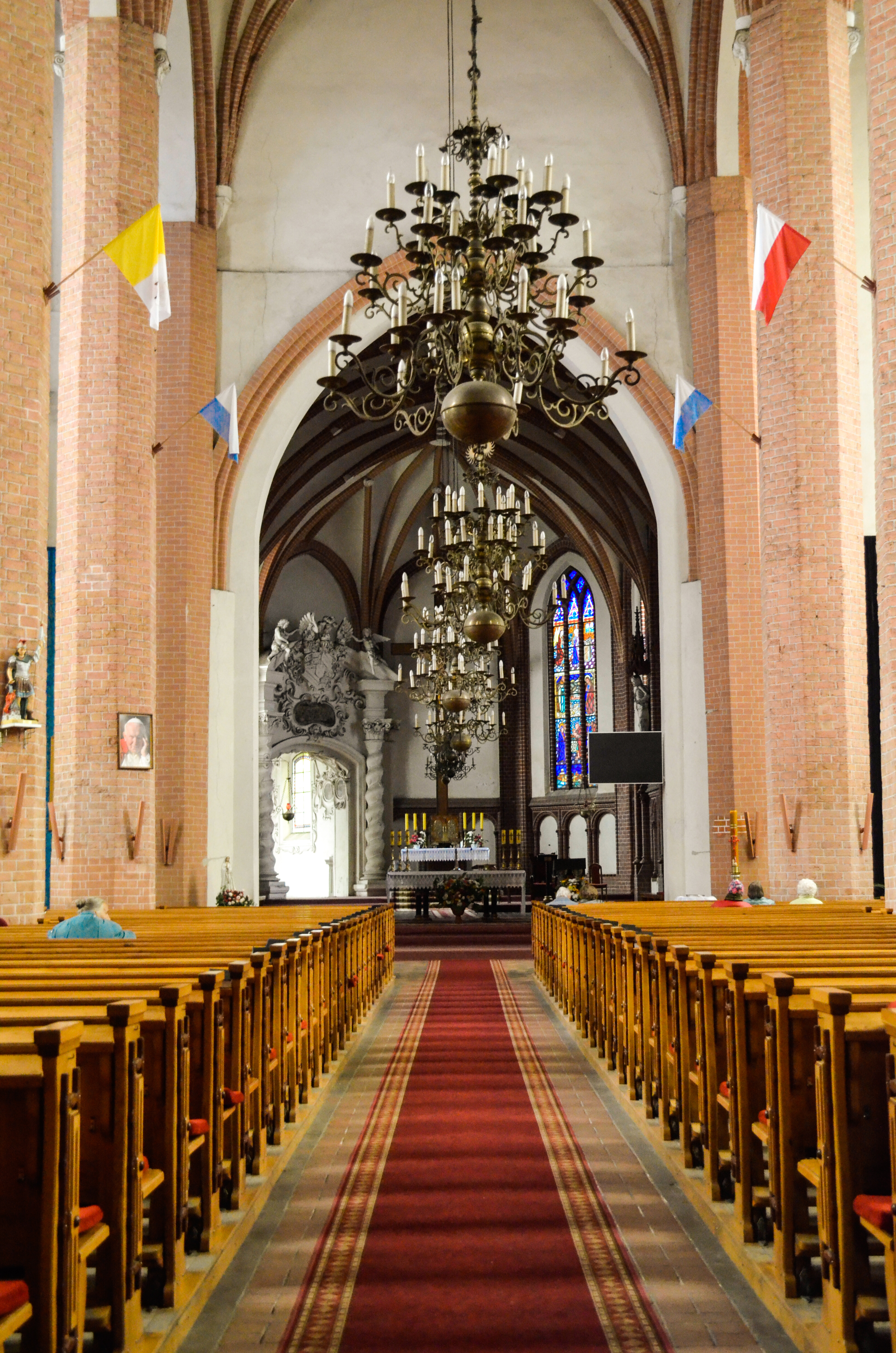
Interieur
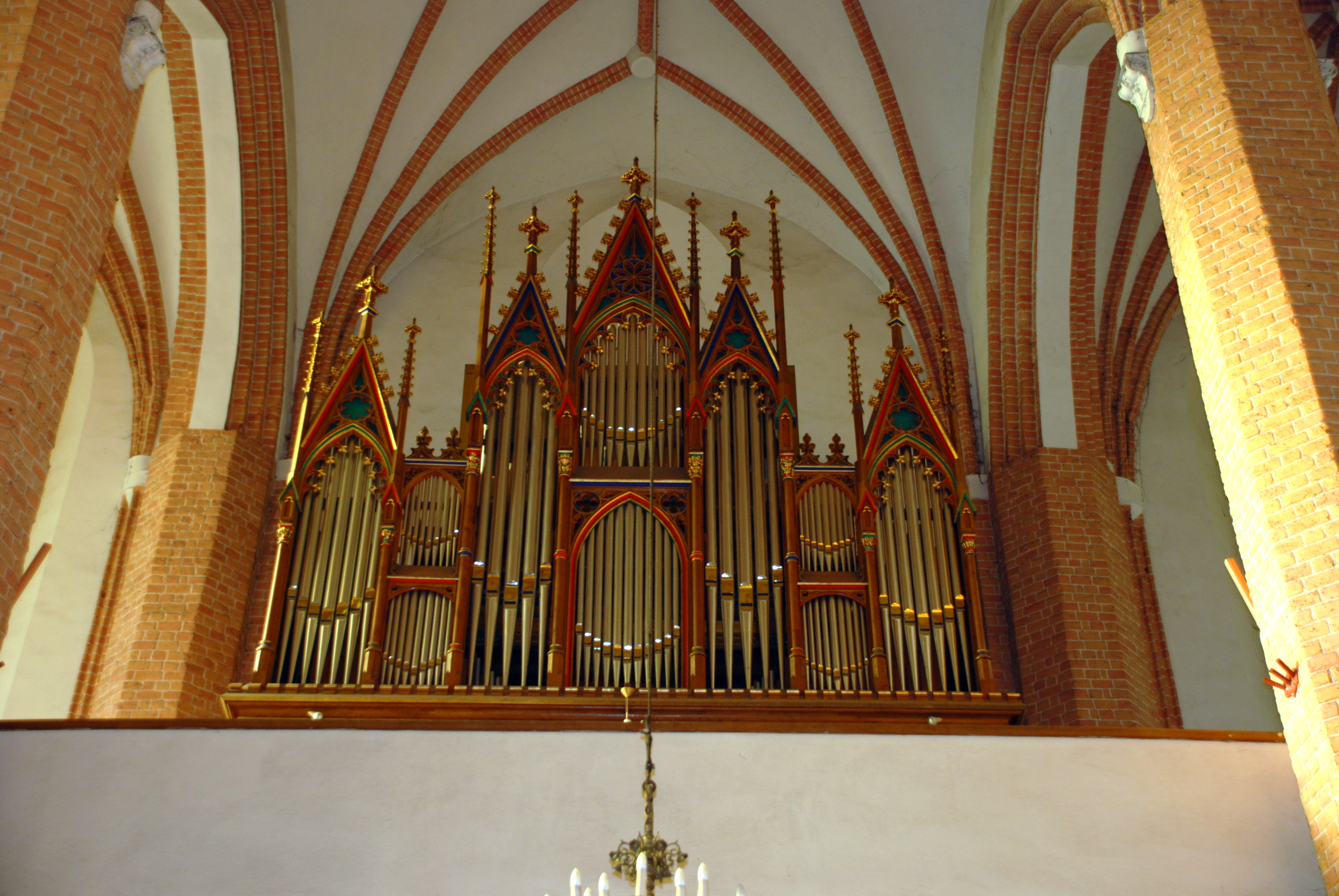
Orgel
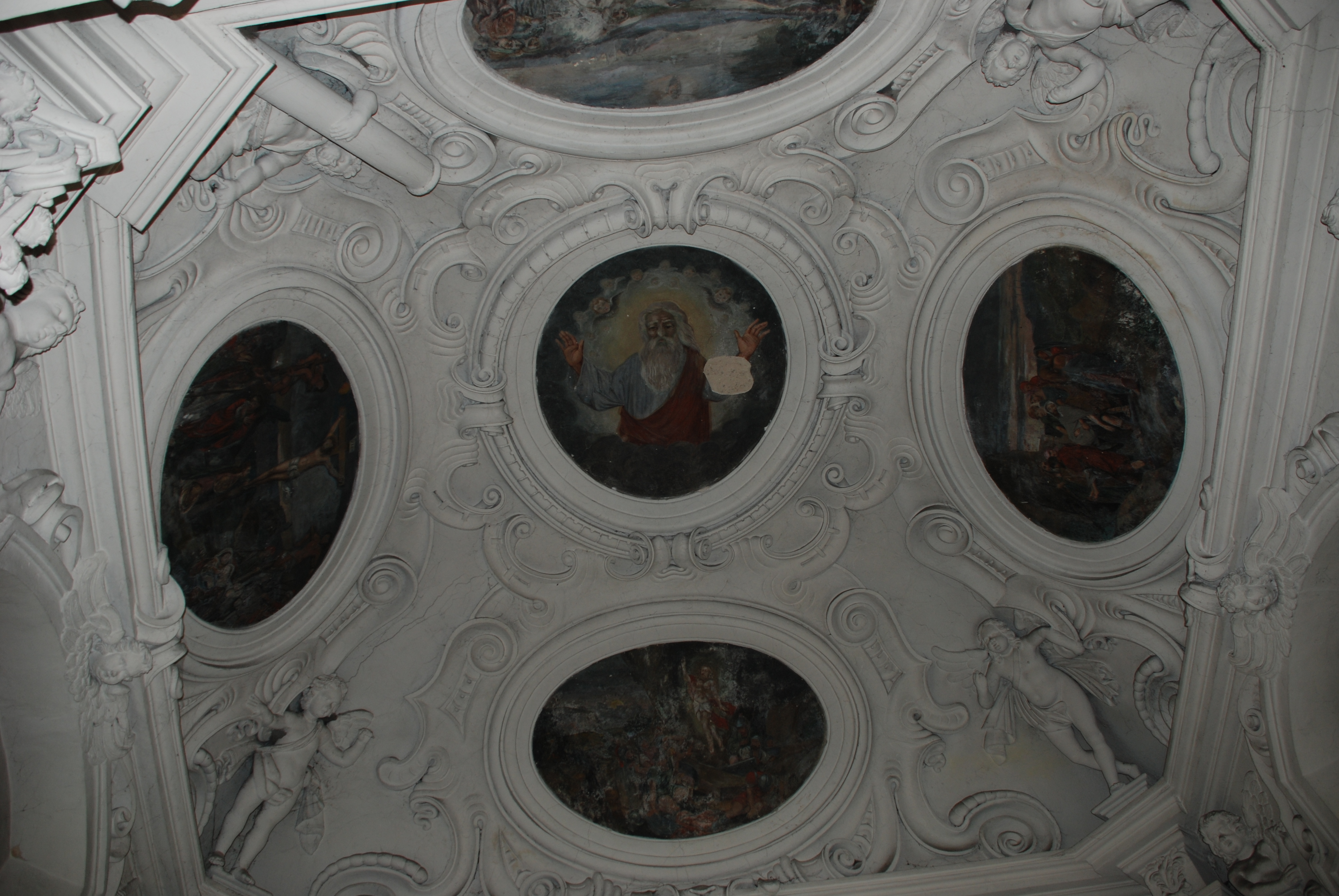
Promnitzkapel